# Mauro Di Francesco
Mauro Di Francesco (Milano, 17 maggio 1951) è un attore e cabarettista italiano, molto popolare negli anni ottanta e anni novanta, periodo in cui veniva talvolta menzionato come Maurino.

## Biografia

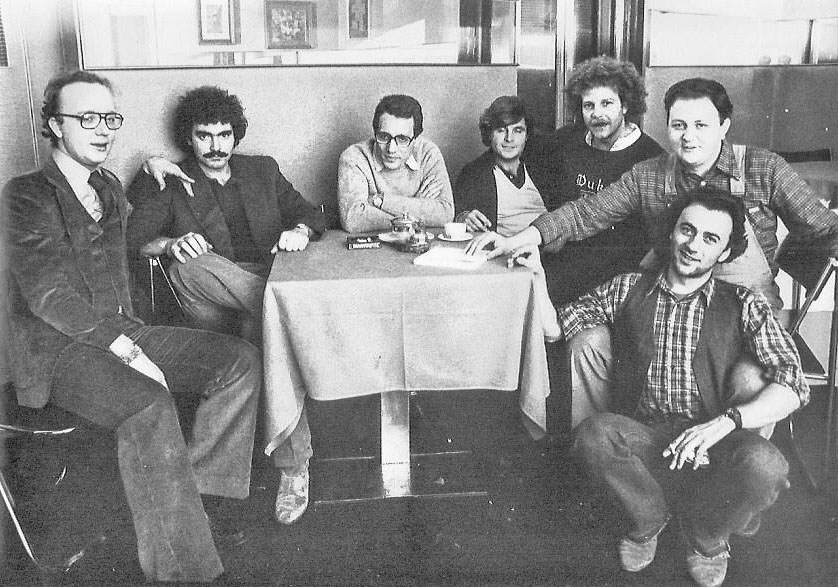
Mauro Di Francesco (quarto da sinistra) in compagnia di altri artisti che animarono il Derby Club sul finire degli anni settanta: Thole, Abatantuono, Jannacci, Di Francesco, Porcaro, Boldi e Faletti

Figlio di una sarta e di un direttore di palcoscenico teatrale, inizia a recitare sin da ragazzino: nel 1966 fa parte della compagnia di Giorgio Strehler accanto a Valentina Cortese. Nel 1968, a soli 17 anni, recita nello sceneggiato a puntate trasmesso dalla Rai La freccia nera, interpretando il ruolo del giovane Robby. Negli anni settanta si dedica al cabaret in coppia con Livia Cerini, per poi entrare a far parte del Gruppo Repellente, ideato da Enzo Jannacci e Beppe Viola, assieme a Diego Abatantuono, Massimo Boldi, Giorgio Faletti, Giorgio Porcaro ed Ernst Thole.
Ha preso parte poi a numerose commedie degli anni ottanta: Sapore di mare 2 - Un anno dopo; Yesterday - Vacanze al mare; Ferragosto OK e più tardi nei due Abbronzatissimi. Nel 2012 partecipa alla commedia Vengo a prenderti stasera con Ninì Salerno, che vede l'esordio di Diego Abatantuono come regista teatrale.

## Vita privata
È stato legato sentimentalmente per due anni all'attrice francese Pascale Reynaud da cui ha avuto un figlio, Daniel. Di Francesco e la Reynaud si sono conosciuti sul set del film Sapore di mare 2 - Un anno dopo, e sono rimasti legati dal 1983 al 1985. Nel 1997 ha sposato Antonella Palma di Fratianni.

## Filmografia

### Cinema

Mauro Di Francesco con Diego Abatantuono in Attila flagello di Dio (1982)

- Teste di quoio, regia di Giorgio Capitani (1981)
- Miracoloni, regia di Francesco Massaro (1981)
- I fichissimi, regia di Carlo Vanzina (1981)
- Sballato, gasato, completamente fuso, regia di Steno (1982)
- Il paramedico, regia di Sergio Nasca (1982)
- Scusa se è poco, regia di Marco Vicario (1982)
- Attila flagello di Dio, regia di Castellano e Pipolo (1982)
- Sapore di mare 2 - Un anno dopo, regia di Bruno Cortini (1983)
- Il ras del quartiere, regia di Carlo Vanzina (1983)
- Giochi d'estate, regia di Bruno Cortini (1984)
- Chewingum, regia di Biagio Proietti (1984)
- Puro cashmere, regia di Biagio Proietti (1986)
- Italiani a Rio, regia di Michele Massimo Tarantini (1987)
- Abbronzatissimi, regia di Bruno Gaburro (1991)
- Abbronzatissimi 2 - Un anno dopo, regia di Bruno Gaburro (1993)
- Il barbiere di Rio, regia di Giovanni Veronesi (1996)
- Gli inaffidabili, regia di Jerry Calà (1997)
- Aitanic, regia di Nino D'Angelo (2000)
- Eccezzziunale veramente - Capitolo secondo... me, regia di Carlo Vanzina (2006)
- Odissea nell'ospizio, regia di Jerry Calà (2019)

### Televisione
- L'uomo – film TV (1964)
- I promessi sposi, regia di Sandro Bolchi – miniserie TV (1967)
- Una corsa in moto – miniserie TV (1968)
- La freccia nera, regia di Anton Giulio Majano – miniserie TV (1968)
- ESP, regia di Daniele D'Anza – miniserie TV (1973)
- Il dipinto – miniserie TV (1974)
- Chi? – programma TV, 1 puntata (1976)
- Due di tutto – serie TV (1982)
- Yesterday - Vacanze al mare – serie TV (1985)
- Grand Hotel – serie TV (1986)
- Ferragosto OK – miniserie TV (1986)
- Tutti in palestra – miniserie TV (1987)
- I ragazzi della 3ª C – serie TV, 9 episodi (1989)
- I tre moschettieri – miniserie TV (1991)
- L'Odissea – miniserie TV (1991)
- Avanti un altro! Pure di sera – programma TV, puntata 8 (2021)